# 녹색도마뱀붙이속
녹색도마뱀붙이속(green gecko)는 뉴질랜드에 자생하는 여덟 종으로 이루어진 도마뱀붙이류의 속이다. 녹색도마뱀붙이속은 뉴질랜드 바깥의 난태생하며, 몸뚱이는 대개 갈색이고, 단명하며 야행성인 이천여 종의 도마뱀붙이와는 확연하게 다른 다양한 특징을 가지고 있다. 녹색도마뱀붙이속은 남섬에 서식하는 성적 이형성을 띄는 두 종의 수컷을 제외하면 몸뚱이가 초록색이며, 태생하고, 30년 이상을 살아가며 엄격한 주행성이다. 뉴질랜드는 온화한 해양성 기후를 띄며, 녹색도마뱀붙이속은 세계에서 제일 남쪽에 자생하는 도마뱀붙이류의 속이다 ㅡ 어떤 종은 겨울에 규칙적으로 눈이 내리는 남섬에 서식한다. 녹색도마뱀붙이속은 이러한 낮은 온도에 대처하고 겨울을 이겨내기 위해 몇 가지 생리적, 행동적 적응방식을 가지고 있다.
녹색도마뱀붙이속의 모든 종은 역사적으로 나라 전체의 삼림에 흔하게 분포했었지만, 오늘날에는 멸종 위기에 처해있다. 녹색도마뱀붙이속의 모든 아홉 종이 야생에서 줄어들고 있으며, 예전보다 훨씬 발견하기 힘들어졌다. 여러 종의 개체수가 크게 줄어들어 멸종 상태에 가까워지고 있으며, 어떤 종들은 이미 멸종해버렸다. 독특한 습성과 뚜렷한 유전형질을 가지고 있는 몇몇 종들이 지난 20년 동안 통째로 사라져버렸다. 이러한 재앙을 야기한 원인으로는 조류, 포유류 침입종의 포식, 서식지 파괴, 불법 애완동물 거래를 지탱하는 밀렵을 꼽을 수 있다. 말벌의 포식도 원인일 수 있다고 여겨진다. 지난 몇 년 간 뉴질랜드의 보호종을 밀렵한 꾼들을 장기간의 징역형에 처하는 형태의 법적인 보호가 증가해왔으며 해충이 없는 지역으로의 다수의 종 이주(en:Species translocation)가 추진되어 복합적인 결과를 빚어내고 있지만, 이 녀석들을 멸종의 위기에서 구하는 일은 여전히 위태위태하다. 이 녀석들의 아리송한 행동적, 시각적 본성 또한 종을 보존하기 위한 노력에 장애물이 되고 있다. 녹색도마뱀붙이속은 일반적으로 몇몇 측면이 알려지지 않은 "특히 개체수의 명백한 감소를 야기하는 요소에 대한 연구를 할 필요성이 매우 높다".

## 묘사
녹색도마뱀붙이속은 놀랍도록 밝은 초록색 피부색으로 인해 뉴질랜드에서 그린 게코(green gecko)라고 불린다. 게나다 이 녀석들은 주행성이라서 낮의 온화한 온도에서 이점을 얻을 수 있다. 이러한 특징들은 녹색도마뱀붙이속을 제외하면 마다가스카르의 낮도마뱀붙이속만이 가지고 있다. 세계의 거의 모든 다른 도마뱀붙이류는 주행성이며 색깔은 갈색이나 회색이다. 모든 녹색도마뱀붙이속은 수목성이며, 피부색은 대개 초록색이고 종에 따라 민무늬(말보로녹색, 웰링턴녹색), 점박이(오클랜드녹색, 보석, 웰링턴녹색, 거친, 넬슨녹색, 서해안녹색), 줄무늬(보석) 등의 다양한 무늬가 있다. 때때로 완전히 샛노란 개체도 목격되는데, 알비노처럼 유전적으로 이어지는 희귀한 색상이다. 녹색도마뱀붙이속은 성적 이형성을 띄는 거친의 수컷, 캔터베리에 서식하는 보석의 일부 개체군의 수컷을 제외하면, 하나같이 뚜렷한 녹색을 띈다. 거친의 암컷은 녹색이지만, 수컷은 흰색, 갈색 반점으로 뒤덮인 회색이고, 캔터버리의 보석의 암컷은 뚜렷한 초록색을 띄지만 수컷은 회색, 갈색, 흰색을 띈다. 몇몇 종들은 위협 행위의 일환으로 입을 벌리는데, 입안의 색깔은 남색, 주황색, 분홍색이나 빨간색이다. 넓고 두툼한 혀는 주로 눈을 덮은 투명한 눈비늘을 핥아 깨끗이 하는 역할을 하는데, 이 또한 밝은 색상을 띈다. 종에 따라 빨간색, 주황색, 분홍색, 노란색, 검은색을 띈다. 뉴질랜드의 도마뱀붙이류의 귀는 머리의 눈 뒷부분에 작은 구멍의 형태를 띠며, 고막은 입구 안쪽에 나있는 것을 볼 수 있다.

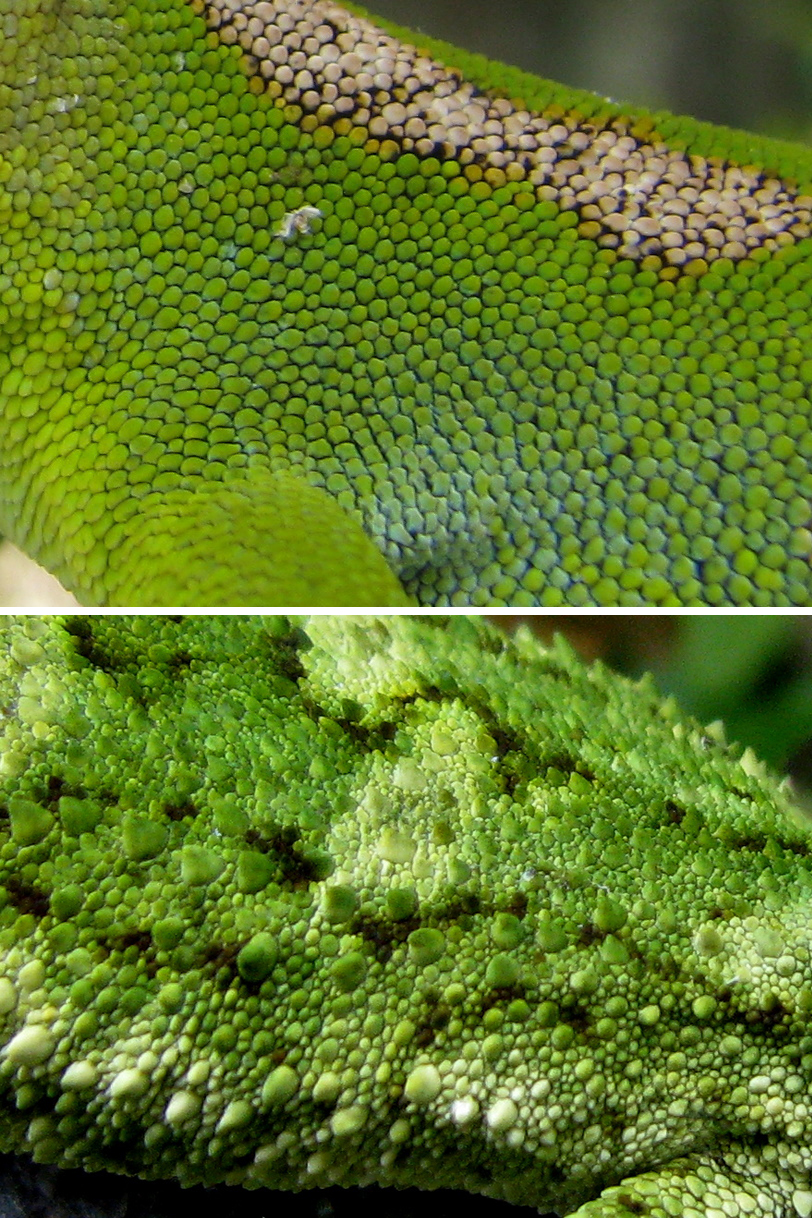
녹색도마뱀붙이속에 속한 종들의 서로 다른 비늘 형태의 비교; 북방지대녹색(위), 거친(밑)

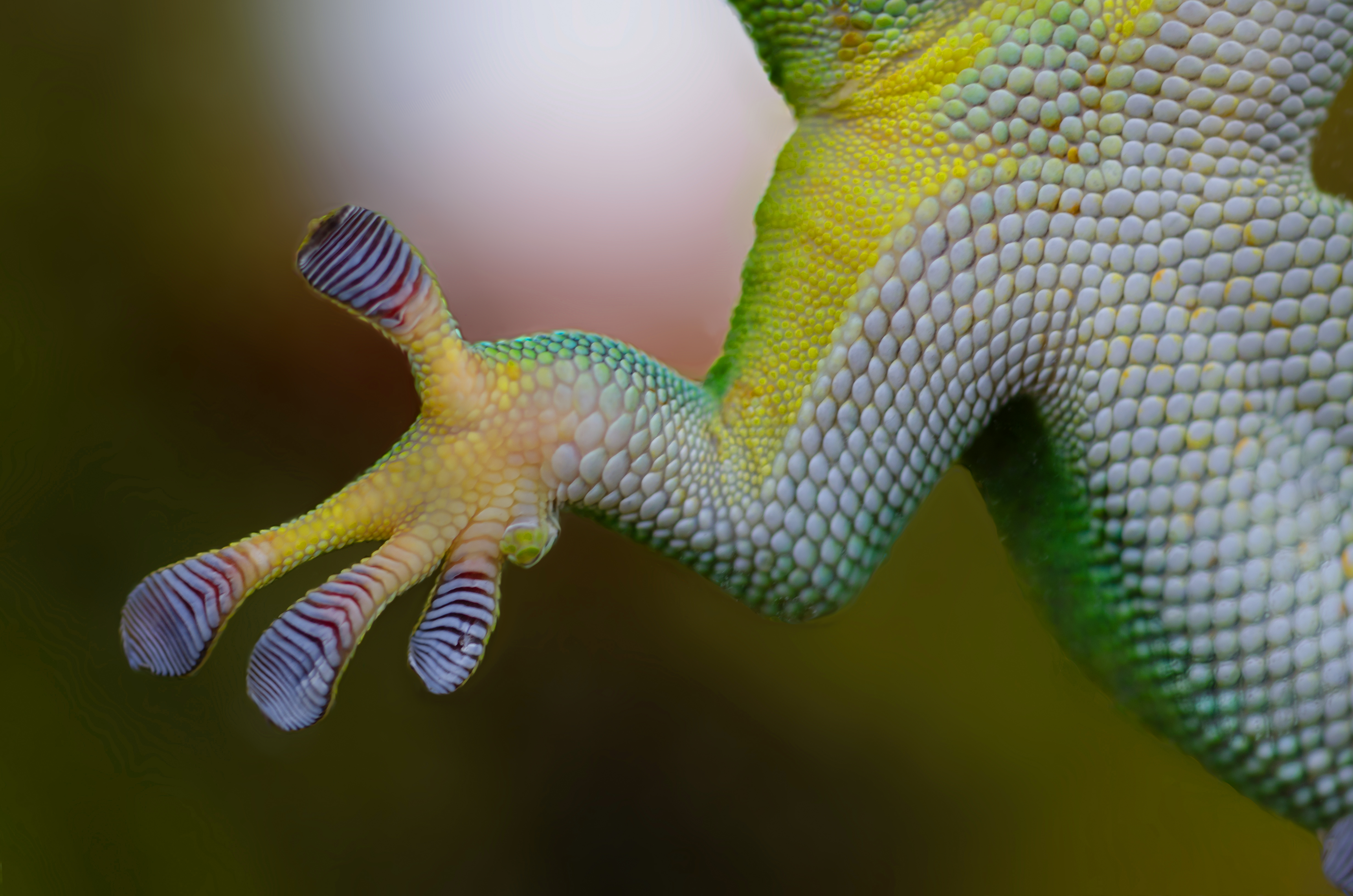
유리 위를 기는 녹색 게코의 발의 세타(:en:Setae)

대개의 뉴질랜드의 도마뱀들, 특히 녹색도마뱀붙이속의 종은 진화를 통해 발달된 독특한 비늘을 잘 보존하고 있다. 대부분은 작고 낟알같은 일반적인 도마뱀붙이류 형태의 비늘을 가지고 있어서, 피부가 칙칙하고 벨벳같이 보인다. 남섬에 두 가지 예외가 서식하는데, 거친도마뱀붙이와, 범위는 좁지만 말보로녹색도마뱀붙이다. 거친도마뱀붙이는 밑부분을 제외한 모든 부위에 크고 긴 원뿔 모양의 비늘이 나있다. 말보로녹색도마뱀붙이도 큰 비늘이 등, 골반 부위에 돋아있으며, 때로는 옆구리에 몇 줄로 돋아나있다. 거친도마뱀붙이처럼 몸의 윗부분이 온통 큰 비늘로 뒤덮인 경우는 없다.
녹색도마뱀붙이속은 나뭇가지 사이를 오를 때, 수목성 서식지를 떠날 때 굉장히 길고, 끝으로 갈수록 가늘어지는 힘센 잡는꼬리를 마치 "다섯 번째 다리"인 것처럼 능수능란하게 사용한다. 마음만 먹으면 꼬리만으로 온 체중을 지탱할 수 있다. 발가락은 수목성 생활양상에 적응하여 상대적으로 갸냘프다. 수목성 녹색도마뱀붙이속은 가지와 나뭇잎을 움켜쥐늰 데 발가락을 사용하지만, 빨판 또한 멀쩡하게 기능한다.

### 녹색도마뱀붙이속과 두바우셀도마뱀붙이속의 핵심 차이점의 요약표
뉴질랜드의 두 토착 게코 속 사이에는 다양한 핵심적인 생리적, 행동적 차이점이 있다:
| 두바우셀도마뱀붙이속                                    | 녹색도마뱀붙이속                                    |
| ------------------------------------------------------- | --------------------------------------------------- |
| 주로 회갈색                                             | 주로 초록색                                         |
| 야행성                                                  | 주행성                                              |
| 지상, 때대로 나무 줄기                                  | 수목, 나뭇잎                                        |
| 적극적으로 먹이를 찾아나섬                              | 가만히 먹이가 지나가길 기다림                       |
| 일반적으로 빠르게 움직임                                | 일반적으로 천천히 움직임                            |
| 피부색의 진하기를 바꿀 수 있음                          | 피부색의 진하기를 바꿀 수 없음                      |
| 꼬리가 넓고, 물체를 감을 수 없으며, 곧잘 자절함         | 꼬리가 좁고, 물체를 감을 수 있으며, 마지못해 자절함 |
| 발가락이 넓고 발톱이 있어서 부드러운 수직 표면에 적응됨 | 발가락이 좁아서 가지와 나뭇잎을 붙잡는 데 적응됨    |

## 유전과 분류
무엇이 같은 속 안의 다양한 개체군 사이에서 종을 구성하는지 정의하는 것은 증명하기 어려우며 여전히 과학적인 논의가 필요한 문제거리로 남아있다. 유전적 증거들을 통해 모든 아홉 종은 지질학적 시간 관점에서 "굉장히 최근에" 하나의 조상에서 갈라져나왔으며 이들 사이의 잡종은 사실 꽤나 흔하다는 것을 시사한다. 모든 종들은 야생에서 상호교배하였으며, 이 점으로 인해 어떤 생물학자들은 처음에는 녹색도마뱀붙이속의 여러 종들의 종으로서의 위치를 부정했으며, 단일한 종의 품종이나 아종이라고 보았다. 하지만 등재된 종들 사이에서는 채색, 짝짓기 기간, 심지어 비늘 형태적으로도 다양한 명백한 차이점이 존재한다. 많은 근연종들은 짝짓기 기간과 행동이 조금씩 다르며, 따라서 이 종들은 "강력한 번식 호환성"에도 불구하고 서로 섞이지 않고 있다. 이러한 차이점은 학계에서 이 녀석들을 하나의 종의 아홉 품종이 아니라 개별적인 아홉 종으로 간주하는 현재의 합의의 기반이 된다.
유전적으로 이야기하자면, 남섬 남부의 보석도마뱀붙이는 다른 녹색도마뱀붙이속에 비해 유전적으로 제일 거리가 멀다. 사실 이 녀석은 녹색도마뱀붙이속 속의 다른 모든 종들의 조상이 아닌가 하는 추측이 있다. 개체군이 사우스랜드, 오타고, 캔터버리에 한 개씩 존재하며, 체색과 번식기가 다르다. 어떤 생물학자들은 보존 관리에 좀 더 집중하기 위해 이 세 개체군을 아종으로 격상시켜야 한다고 본다.

## 분포와 서식지
총 여덟 종의 녹색도마뱀붙이속은 뉴질랜드의 남섬, 북섬과 수많은 해안가의 섬에서 발견된다. 역사적으로 녹색도마뱀붙이속은 뉴질랜드의 끝에서 끝까지, 해안가에서 해발 1,400 미터까지 서식했다. 하지만 현재 모든 종들의 개체수가 크게 감소하고 있으며. 뉴질랜드 도처에 퍼져있던 개체군은 조각조각났고 오클랜드녹색, 북방지대녹색, N. "North Cape", 웰링턴녹색의 네 종류는 북섬에서만 발견된다.(보존 문단을 참고하라) 이전에는 북방지대녹색의 동떨어진 개체군으로 여겨졌던, 아우포우리 반도(en:Aupouri penisula)의 북단에서만 발견되었던 녀석들은 2000년대의 유전적 연구를 통해 신종으로 밝혀졌으며, 사실 오클랜드녹색과 유전적으로 더 가깝다. 2010년까지는 아직 정식으로 등재되지 않았지만, 근미래에는 몇몇 연구자들이 뉴질랜드의 파충류상(herpetofuana)에 대한 분류학적 작업을 진척시킴에 따라 변화가 있을 것으로 보인다. 이 녀석들의 일반명은 "노랑입술도마뱀붙이(yellow-lipped gecko)"이다. 나머지 다섯 종 보석, 말보로녹색, 거치, 넬슨녹색, 서해안녹색은 남섬에만 서식한다. 남섬에 서식하는 녹색도마뱀붙이속은 예전에는 별개의 속(Heteropholis)에 분류되었지만, 이 분류군은 1980년대에 행해진 유전자 연구를 통해 별개의 속으로 나눠야 할 계통발생학적 근거가 거의 없다는 것이 밝혀진 이후 녹색도마뱀붙이속에 포함되었다.
녹색도마뱀붙이속 개체군들은 서로 동소성(en:sympatry)을 띄지 않는데, 각각의 종이 서식지의 환경에 완벽하게 적응했고, 생태적 지위가 상대적으로 굉장히 유사하기 때문인 것으로 보인다.

## 행동과 생태

### 활동 특성과 식성
전세계의 2000종이 넘는 도마뱀붙이류 중 대부분은 야행성이지만, 녹색도마뱀붙이속은 주행성이다. 녹색도마뱀붙이속은 근연속 두바우셀도마뱀붙이속과 달리 피부색을 바꿀 수 없다. 이 녀석들은 잡식성이며, 나방, 파리같은 비행성 곤충이나 갑각류, 거미 같은 날 수 없는 무척추동물을 주로 먹는다. 뉴질랜드의 모든 도마뱀붙이는 주로 곤충을 먹으며 꽃꿀, 작은 보라색 마호에나무(en:Melicytus ramiflorus)열매 따위의 베리류도 먹고, 특정한 토착식물종의 수분자, 종자살포자(en:Seed disperser) 역할을 할지 모른다는 증거가 있다. 사육 시에는 나방과 파리만 먹여도 잘 산다.

### 포식자와 기생충
뉴질랜드에 서식하는 도마뱀붙이는 원래 잘 포식당하지 않았다. 몇몇 토착 새들이 녹색도마뱀붙이속을 먹이로 삼지만, 이 녀석들을 자주 먹는 건 성물총새(en:sacred kingfisher) 뿐이다. 투아타라는 지면에서 살아가는 큼지막한 일반종 포식자로서 녹색도마뱀붙이속 따위의 토착 도마뱀붙이를 잡아먹고 사는데, 둘은 포식자가 없는 몇몇 섬에 함께 출몰한다. 녹색도마뱀붙이속을 포함한 모든 뉴질랜드의 도마뱀붙이류, 특히 두바우셀도마뱀붙이속은 눈 주변, 팔다리의 밑동, 귓구멍, 피부가 접히는 부위에 모이는 작은 적황색 진드기한테 기생당한다. 이 진드기들은 본질적으로는 해가 없지만 숙주의 피를 약간씩 빨아들이며, 시간이 지나면서 크게 부풀어올라 화려한 채색을 드러낸다.

### 체온조절
녹색도마뱀붙이속은 저온동물(en:ectotherm)이기 때문에 체온조절을 위해 더 따뜻하거나, 추운 자리로 이동하게 된다. 녹색도마뱀붙이속이 대부분의 시간을 나뭇잎 위에서 보내기 때문에, 대부분의 열기를 태양으로부터 직접 받는다. 만일 체온이 지나치게 높아지면 수목 안쪽의 그늘진 곳으로 옮기면 그만이다. 체온이 지나치게 낮아지면 좀 더 많이 움직여서 열을 낼 수 있다. 녹색도마뱀붙이속이 서식하는 뉴질랜드는 온대기후에 속하기 때문에 때때로, 특히 겨울에 강한 추위, 거센 강우에 노출될 수 있다. 녹색도마뱀붙이속은 이러한 악천후에 대처하기 위해 수목 영역에서 내려와서 지면, 딛고 있던 식물의 밑동, 바위나 여타의 잔해의 밑에 어느 정도 단열되는 숨을 곳을 찾아서 차가운 대기로부터 몸을 지킬 것이다. 저온동물에게 있어서 외부 온도는 신진대사율을 좌우하는 본질적인 요소이기 때문에, 녹색도마뱀붙이속이 섭취하는 음식의 양은 기온과 날씨에 따라 달라진다; 봄, 여름에 자주 먹고 가을, 겨울에 훨씬 적게 먹게 된다.

### 북섬에 서식하는 종들의 방어행위
북섬에 서식하는 네 종은 다양한 방어행위(en:defensive behaviour)를 보여주는데, 입을 크게 열어 적을 위협하는 "입벌리기(gaping)" (노랑입술도마뱀붙이는 밝은 빨간색, 북방지대녹색, 오클랜드녹색, 웰링턴녹색은 짙은 파란색이다), 공격적인 돌진과 짤막한 짖음 등이 있다. 이러한 행위들은 포식자들을 놀라게 해 겁을 주고 쫓아내기 위한 적응행동이며, 심지어 고양이같은 꽤나 큰 포유류 포식자들에게도 써먹는 방식이다. 북섬에 서식하는 모든 네 종은 위협받을 때 입벌리기를 선보이지만 북방지대녹색, 웰링턴녹색은 포식자인지 확실하지 않은 대상을 향해서도 공격적으로 돌진하고, 곧잘 짖기도 한다. 한 출처에 따르면 이러한 호전적인 행동은 주로 성체가 새끼들을 보호하기 위함이라고 한다. 이 출처에 따르면, "이 녀석들은 어린 개체가 없다면 굉장히 유순하고 손으로 다루기 쉽다.". 녹색도마뱀붙이속은 뉴질랜드의 다른 도마뱀들처럼 포식자를 피하기 위해 꼬리를 자르지만, 꼬리로 뭔가를 감을 수 있고 어딘가 기어오를 때 꼬리를 쓰기 때문에 근연속 두바우셀도마뱀붙이속에 비해 꼬리를 자르는 데 많이 망설이는 편이다.

## 번식과 생활사
뉴질랜드 바깥의 세상의 대부분의 도마뱀붙이류의 수명은 몇 년에 불과하지만, 녹색도마뱀붙이속은 30년 이상 살아갈 수 있다. 뉴질랜드의 모든 도마뱀붙이, 실로 모든 도마뱀은 한 종의 스킨크(en:Suter's skink)를 제외하면 태생이며, 이와 대조적으로 전세계 대부분의 도마뱀붙이들은 난생이다. 암컷은 뱃속의 새끼들이 자라나기 위한 최적의 온도 조건을 맞추기 위해, 온화하고 온도 변화가 낮은 지역을 찾아 적극적으로 움직인다. 모든 녹색도마뱀붙이속의 새끼들은 농염한 벨벳같은 녹색을 띄며, 백,황,갈색 무늬가 척추의 양 측면을 따라 열을 지어 나기도 한다. 생후 15-18개월 쯤에 성체로 자라나면서 체색, 무늬도 성체의 것으로 바뀌며, 이 시기에 새끼들은 부모로부터 독립하여 자신들의 영역을 삼을 곳을 찾아나선다. 이러한 채색 변화에 대해 다음과 같은 설명이 있다: "영역에 민감한 성체 수컷은 가족의 어린 수컷을 공격하거나 쫒아내지 않는데, 성체 수컷은 채색을 통해 유체와 성체를 구분한다." 뉴질랜드의 도마뱀붙이류의 임신기는 다양하지만, 사육 개체를 관찰한 결과 꽤나 길어서, 보통 사람과 비슷한 8-9개월에 달한다.

## 사람과의 관계

### 문화
마오리족은 유럽인들이 도래하기 이전의 시기에 뉴질랜드의 파충류들에 대해 잘 알고 있었으다. 파충류는 수많은 조각들에서 등장하는데, 몇몇은 명백하게 투아타라를, 다른 것들은 도마뱀을 묘사한다. 수많은 조각들은 체형을 보건대 도마뱀붙이로 보이지만, 스킨크도 존재한다. 도마뱀붙이류는 곧잘 식용으로 쓰인 투아타라를 제외하면 마오리족에게 혐오받았으며, 녹색도마뱀붙이속은 특히 더했다. 녹색도마뱀붙이속이 눈에 띄면 나쁜 징조로 여겨졌다.

### 사육
녹색도마뱀붙이속은 뉴질랜드에서 보존부(en:department of conservation, DOC)의 허가가 있다면 합법적으로 애완동물로서 가둬기를 수 있으며, 전국에 수백 마리가 사적으로 키워지고 있다. 오클랜드녹색, 북방지대녹색, 웰링턴녹색을 키우기 위해선 초보자에게 주어지는 저레벨 허가인 "A허가(A permit)", 나머지는 취득하기 위해 몇 년 간의 도마뱀붙이류 사육 경험이 필요한 "B허가(B permit)"가 필요하다. 예전에는 사육이 목적이라면 야생에서 개체를 포획할 수 있었고, 사람들은 대개 이런 방식으로 도마뱀붙이류 사육에 입문해왔지만, 1981년에 모든 토착 도마뱀붙이류들이 법적인 보호를 받게 되면서 달라졌다. 당시에 집도마뱀붙이속으로 분류되었던 숲도마뱀붙이와 뉴질랜드도마뱀붙이는 예외였는데, 이 둘도 1996년에 법적으로 보호받게 되었다. 오늘날, 사육가들은 현존하는 허가받은 사육자들에게서 도마뱀붙이류를 구해야 하며, 이 때 금전적 이득을 취하면 불법이고 증여나 교한만 가능하다. A허가를 받기 위한 조건은, 적절한 사육의 질이 제공되는지, 사육 개체들의 구체적인 기록을 꾸준히 작성하고 있는지에 대한 DOC의 조사를 받는 것이다. 사육 허가를 얻기 위해서는 출생일, 사망일, 탈출일, 교환&증여&수령일을 정리해서 해마다 DOC에 제출해야 한다. 대부분의 녹색도마뱀붙이속 사육자들은, 뉴질랜드의 파충류사육가(en:Herpetoculture)들의 중심 역할을 하는 뉴질랜드파충류학회(The New Zealand Herpetological Society)의 회원이다. 사적으로 사육되는 녹색도마뱀붙이속은 흔히 특정한 색깔과 무늬를 위해 선별적으로 육종된다. DOC는 최근에 건강한 순종 사육 개체를 포식자가 없는 연안 섬에 다시 도입하기 위해 녹색도마뱀붙이속, 특히 웰링턴녹색을 구입하기 시작했다.
해외의 애호가들이 녹색도마뱀붙이속을 사육하기도 하지만, 거래가 굉장히 어려우며 수출입에 적절한 CITES 허가가 필요하다는 것을 잊어선 안 된다. 이러한 과정은 CITES 관리국에 의해 통제되는데, 1981년 이전에 포획한 개체에서 유래한 개체인지 아닌지를 알아낸다. 이는 보통 꽤 어려우며, 보통 (뉴질랜드에서 빼낸 대부분의 개체들이 존재하는) 유럽과 다른 나라들 간 거래는 금지되어있다.

### 위협과 쇠퇴
녹색도마뱀붙이속은 뉴질랜드의 대부분의 지역에 퍼져있지만 점점 드물고 찾기 어려워지고 있다. 이는 1960년대에는 말보로해협(en:Marlborough Sounds)의 자라나는 덤불 같은 적당한 서식지에는 바글바글했다는, (오늘날에는 전혀 찾아볼 수 없다) 뉴질랜드 파충류사육가(en:Herpetoculture)들 사이의 일화들과는 대조적이다. 이러한 개체수 감소의 주요 3대 원인으로는 서식지 파괴, 섬으로 도입된 포유류&조류 포식자들, 불법 애완동물 거래를 위한 밀렵이 있다.
웰링턴녹색은 1970년대까지만 해도 웰링턴 전역에 흔했지만 그 이후 급격하게 줄어들었다. DOC는 마나섬(en:Mana island)에 이 종들의 개체군을 만드려 했지만, 도마뱀붙이류를 가져온 지역에서 야생 고양이나 사육 중이던 야생 동물도 같이 데려와버렸기 때문에, 야생 개체수는 거의 남아있지 않다. 마나섬에 풀어둔 개체군, 카피티섬(en:Kapiti island)의 자연 개체군은 번성하지 못했는데, 그 지역은 설치류가 없었기 때문에 원인을 알 수 없었다. 그동안 거의 연구가 이루어지지 않은 한 가지 가능성은 말벌의 포식인데, 이 녀석들이 성체, 유체 녹색도마뱀붙이속을 죽이는 게 관찰되었기 때문이다. 보석도마뱀붙이는 남섬에서 몇 번의 목격 사례가 있었지만 최근의 수많은 탐색에도 불구하고, 남섬에서 단 한마리도 목격되거나 찍히지 않았으며 남섬에서 멸종 위기에 처했거나 이미 실질적으로 멸종한 게 아닌가 추측되고 있다.

#### 침입종의 포식
녹색도마뱀붙이속은 고양이, 설치류(세 종의 쥐와 생쥐), 족제비과 등의 수많은 포유류 침입종들의 먹이가 된다. 담비와 고양이같은 큰 포식자들보다도 생쥐나 족제비같은 작은 포식자들이 더 무서운 위협을 끼치는 것으로 보인다. 90년대에 마나 섬에서 생쥐를 제거한 이후, 도마뱀들의 개체수는 급격하게 증가했는데, 이는 생쥐의 포식이 파충류의 개체수에 심각한 위협이 되었다는 것을 입증한다. 생쥐는 훨씬 작은 은신처로도 기어들어가서 도마뱀을 먹어치울 수 있고, 얼마나 추워지든 상관 없이 1년 내내 먹이활동을 한다. 도마뱀들은 섭씨 5도 이하로 내려가면 ????(en:Torpor)상태가 되기 때문에 무력하게 먹이가 된다. 녹색도마뱀붙이속은 추운 날씨에 식물의 밑동이나 잔해 밑에 숨어들어가는 습성 때문에 생쥐에게 특별히 취약할 수 있다. 녹색도마뱀붙이속은 이러한 침입종 포유류 뿐만 아니라 침입종 조류에게도 먹이가 된다 - 구관조가 북섬의 수관에서 녹색도마뱀붙이속을 낚아채가는 것이 관찰되었으며 호주까치는 남섬에서 녹색도마뱀붙이속을 낚아채기 위해 덤불을 탐색하는 것이 관찰되었다.

#### 서식지 파괴
숲이 우거진 녹색도마뱀붙이속의 서식지를 교외지역이 잠식하여 서식지가 파괴되면 녹색도마뱀붙이속이 살아가는 생태계를 파괴할 뿐만 아니라, 그 지역에 살아가는 고양이, 설치류의 개체수를 증가시켜서 추가적으로 피해를 보게 된다. 특이한 색상과 유전형을 가지고 있는 보석도마뱀붙이의 독특한 개체군이 트위젤(en:Twizel) 동쪽의 하카타라메아길(Hakataramea Pass) 근처에 있었는데, 불도저가 도시 개발 도중에 삼림 서식지를 밀어버렸을 때 완전히 파괴되었다.

#### 밀렵
녹색도마뱀붙이속은 주로 세 가지 이유로 전세계의 도마뱀 수집가들에게 고평가를 받고 있다; 첫째, "세계에서 제일 아름다운 도마뱀붙이"라 불리기도 할 정도로 발색이 굉장히 매력적이다. 둘째, 낮에 활동적이기 때문에 사람 입장에서 관찰하기 좋다. 셋째, 사계절이 뚜렷한 뉴질랜드 출신이라 추위 내성이 있기 때문에 사육장에 열등(en:infrared lamp)을 설치할 필요가 없어서 북아메리카, 유럽, 일본 등의 수집가가 몰려있는 나라에서도 사육하기 편하다. 이 때문에 불법 애완동물 거래가 벌어지는 암시장에서도 이 녀석들에 대한 수요가 치솟았다. "이 녀석들은 해마다 수십 마리씩 밀렵되는데, 개체군이 작고 고립되어있어 약간의 밀렵으로도 멸종과 존속의 기로에 설 수 있다." 모든 녹색 게코 종을 포함한 모든 뉴질랜드 토착 도마뱀 종은 1953년 야생동물법(:en:Wildlife Act 1953), 멸종위기에 처한 야생동·식물의 국제거래에 관한 협약(CITES) 아래에서 법적으로 보호받는다. DOC는 계속되는 밀렵을 제재하기 위한 노력의 일환으로 2002년에 CITES의 동의 하에 녹색도마뱀붙이속 거래에 대한 더 엄격한 통제를 시도했지만 요청이 거절당했다. 하지만 2004년에 더 이상 야생 동물을 불법적으로 밀렵하고 거래하지 못하도록 하기 위해 뉴질랜드의 야생동물 법률, 멸종 위기에 처한 무역에 관한 법률에 의거한 벌금 액수, 징역 기간이 증가했다.
2010년대 초기에 멕시코 국적 남성과 미국 국적을 가진 스위스인이 보석도마뱀붙이 열여섯 마리를 밀수하려 한 혐의로 크라이스트처치 국제공항에서 구속되었다. 이들은 15주 동안 수감되었지만 뉴질랜드 재입국을 영구적으로 금지하지는 않았다. DOC는 미래의 사례를 대비해 동향을 조사하고 있다. 사건을 담당한 판사 라울 니브(Raoul Neave)는 이러한 사건에 있어 "형을 크게 늘리는 게 좋을지 모른다"고 말했다. 녹색도마뱀류는 과거에 야생공원에서 불법으로 절도되어왔다. 경찰은 누군가 오라나야생공원(en:Orana Wildlife Park)에서 훔친 한 마리와 두 마리를 상처 없이 회수하였다; 도마뱀을 훔친 뉴질랜드 시민 두 명은 체포, 구속되었다.

### 보존
녹색도마뱀붙이속에 대한 과학적인 조사는 심각하게 부족한데다 행동적, 시각적으로 아리송한 습성은 종 보존을 위한 노력에 심각한 장해가 되고 있다. 북방지대녹색도마뱀붙이, 넬슨녹색도마뱀붙이, 거친도마뱀붙이 등의 다양한 녹색도마뱀붙이속 종들에 대한 분포, 밀도, 개체수 회복율등의 핵심적인 속성에 대한 정확한 데이터는 전무한 상황이다. 이러한 보존 계획을 설립하는 데 핵심적인 속성에 대해 아는 게 너무 없기 때문에, 멸종 위기 등급을 결정하는 것조차 굉장히 어렵다. 어떤 녹색도마뱀붙이속 종은 단 한 번도 과학적인 연구를 거치지 않았는데, 오로지 이 녀석들을 찾기 너무 힘들기 때문이다. 아리송한 행동적 측면은 이전에 본문에 녹색도마뱀붙이속이 수목으로 올라가 춥고 험한 날씨를 피할 것이라고 서술된 것과 관련이 있다. 날씨가 악화되면 모든 녹색도마뱀붙이속이 통째로 어딘가로 사라져서 당최 찾아낼 수가 없고, 이 녀석들이 언제 어떻게 나타날지에 대한 연구는 하나도 없으며, 그저 날씨가 좋아질 때 다시 나타날 뿐이다. 이러한 실태를 통해, 대부분의 녹색 게코 종이 원래의 서식지의 상당 지역에서 국부적으로 멸종되었다고 알려진 경우는 어쩌면 도마뱀들이 궂은 날씨를 피해 숨었을 뿐인데 너무나도 찾기 어려워서 멸종 판정을 내렸기 때문이 아닌가 하고 합리적인 의심을 해볼 수 있다.
녹색도마뱀붙이속에 대한 탐색은 대개 결론이 나질 않는데, 이 녀석들이 더럽게 찾기 힘들기 때문이다. 탐지 방식을 향상시키면 과학자들이 더 정확하게 개체수를 관리할 수 있게 될 것이다. 최근 탐지 방식을 향상시키기 위한 수많은 연구가 이루어졌다. 대표적인 성과로는 나무에 씌워 녹색도마뱀붙이속이 그 안으로 숨도록 유도하는 새로운 형태의 덮개, 페로몬을 묻힌 미끼, 심지어 현지 도마뱀붙이의 향기를 탐지하도록 훈련된 테리어 같은 것들이 있다. 녹색도마뱀붙이속은 포식자가 없는 영역에 다시 퍼져왔으며, 현재 여타의 서식 지역에서는 보호받는 중이고 해충 방제가 이루어지고 있지만, 녹색도마뱀붙이속의 번식 주기는 굉장히 느리기 때문에 개체수의 복구는 다소 느리고 점진적인 과정이 될 수 밖에 없다.

## 하위 종
후술할 여덟 종이 녹색도마뱀붙이속에 포함된다고 인정받았다.
- Naultinus elegans Gray, 1842 – Auckland green gecko
- Naultinus gemmeus (McCann, 1955) – jewelled gecko
- Naultinus grayii Bell, 1843 – Northland green gecko, Gray's tree gecko
- Naultinus manukanus (McCann, 1955) – Marlborough green gecko, northern tree gecko
- Naultinus punctatus Gray, 1843 – Wellington green gecko
- Naultinus rudis (Fischer, 1881) – rough gecko, natural tree gecko
- Naultinus stellatus Hutton, 1872 – Nelson green gecko, starry tree gecko
- Naultinus tuberculatus (McCann, 1955) –West Coast green gecko, Lewis Pass green gecko[17]

주의사항: 삽입어구의 이명 명명자(en:Binominal nomenclature)는 원래 해당 종을 현재와 다른 속에 속한 것으로 기술했을지도 모른다.

## 외부 문헌
- Gill, Brian; Whitaker, Tony. 1996. New Zealand Frogs and Reptiles. Glenfield, New Zealand: David Bateman Ltd. 112 pp. ISBN 978-1869532642.
- Gray, J.E. 1842. "Descriptions of two hitherto unrecorded species of Reptiles from New Zealand; presented to the British Museum by Dr. Dieffenbach". Zoological Miscellany 2: 72. (Naultinus, new genus).
- Rowlands, Rodney Peter Victor. 2011. New Zealand Geckos: A Guide to Captive Maintenance and Breeding. Auckland, New Zealand: EcoPrint. 60 pp. ISBN 978-0473103293 (2005 edition).